# Chilă
Chila war ein rumänisches Volumenmaß für Flüssigkeiten im Fürstentum Moldau und für Getreide in der Walachei. Es konnte zwischen 4 und 7 Hektoliter schwanken. Andere Maßbezeichnungen waren Chilo, Kila und Kilo.
- Moldau 1 Chila/Kilo/Kila = 2 Merte/Merza/Mierza[1][2] = 20 Dimirilii/Dimerli/Bannize = 240 Ocale = 960 Littre = 1.920 Cinzeci = 435,1 Liter
- Walachei 1 Chila = 10 Banite mari = 20 Banite mici = 400 Ocale = 1.600 Littre = 3.200 Cinzeci = 679,26 Liter
- Getreidemaß 1 Merza = 1/2 Chila = 217,55 Liter